# Bruna Calderan
Bruna Rafagnin Calderan (Sananduva, 12 de setembro de 1996) é uma futebolista brasileira que joga como lateral-direita pelo São Paulo.

## Biografia
Bruna nasceu em Sananduva, no interior do Rio Grande do Sul, onde iniciou sua trajetória no futsal. Na época, era a única menina praticando o esporte, dividindo as quadras com meninos. Posteriormente, transferiu-se para o Iranduba, clube do Amazonas, onde fez a transição para o futebol de campo. Durante esse período, integrou a seleção sub-20 e conquistou o Campeonato Sul-Americano da categoria em 2015.

## Carreira
Em 2017, Bruna foi contratada pelo Kindermann, clube que ela mesma credita como fundamental para sua evolução tática e projeção nacional. No ano seguinte, recebeu sua primeira convocação para a Seleção Brasileira. Em 2021, encerrou sua passagem pelo Kindermann e se transferiu para o Palmeiras, onde conquistou dois Campeonato Paulista, uma Copa Paulista e uma Copa Libertadores.
Durante sua passagem pelo Palmeiras, foi eleita a "melhor lateral-direita" no prêmio Craque do Brasileirão em 2020 e 2021, recebeu o troféu Bola de Prata de 2021 e foi incluída na seleção das "onze melhores jogadoras sul-americanas" da Federação Internacional de História e Estatísticas do Futebol. Deixou o Palmeiras no final de 2023 após disputar 133 partidas, tornando-se a jogadora com mais jogos na história do clube.
Em 4 de janeiro de 2025, Bruna foi anunciada como reforço do São Paulo. Sua estreia ocorreu em 7 de março, na goleada sobre o Sport pela Supercopa, competição que o clube conquistou em 15 de março.

## Títulos
Iranduba
- Campeonato Amazonense: 2016.[15]

Kindermann
- Campeonato Catarinense: 2017,[15] 2018[15] e 2019.[15]

Palmeiras
- Copa Paulista: 2021.[8]
- Copa Libertadores da América: 2022[8]
- Campeonato Paulista: 2022[8] e 2024.[8]

São Paulo
- Supercopa do Brasil: 2025.[14]

Seleção Brasileira
- Campeonato Sul-Americano Sub-20: 2015.[4][5]

## Prêmios individuais
- Prêmio Craque do Brasileirão: 2020[9] e 2021.[10]
- Bola de Prata: 2021.[11]